# Atletica leggera ai Giochi della XI Olimpiade - Salto triplo

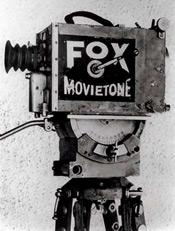
Video della gara (durata: 3'23")

La competizione del salto triplo di atletica leggera ai Giochi della XI Olimpiade si è disputata il giorno 6 agosto 1936 allo Stadio Olimpico di Berlino.

## L'eccellenza mondiale
| Record olimpico: 1932 | 15,72 | Chūhei Nanbu  | Assente  |
| Primatista mondiale   | 15,78 | Jack Metcalfe | Presente |

## Risultati

### Turno eliminatorio
Qualificazione14,00 m
Nessuna misura viene ufficializzata.
| Non ottengono la misura richiesta | Non ottengono la misura richiesta |
| Atleta                            | Nazione                           |
| --------------------------------- | --------------------------------- |
| Chia Gwechang                     | Repubblica di Cina                |
| Edward Boyce                      | Gran Bretagna                     |
| Grigorios Lambrakis               | Grecia                            |
| Juan Reccius                      | Cile                              |
| Karol Hoffmann                    | Polonia                           |
| Situ Guong                        | Repubblica di Cina                |
| Pedro del Vecchio                 | Colombia                          |
| Wang Shilin                       | Repubblica di Cina                |

### Finale
Il primatista mondiale (15,78) Jack Metcalfe parte bene: 15,50. Ma il giapponese Tajima prende il comando della gara con un primo salto a 15,76, record mondiale stagionale e seconda misura di tutti i tempi. Nei turni successivi il motore dell'australiano non sembra girare a dovere: un nullo e due salti inferiori ai 15 metri. I giapponesi Tajima e Harada invece girano al massimo e al quarto turno conseguono i loro migliori salti. Harada eguaglia Metcalfe con 15,50, Tajima atterra a 16 metri esatti, entrando nella storia della specialità come primo uomo a raggiungere tale misura.

All'ultimo turno Metcalfe infila un salto a 15,20, mentre Harada conferma l'argento portando il proprio personale a 15,66. Tajima fa nullo ma ha già messo l'oro in cassaforte.
Tajima arriverà anche terzo nel lungo. Si dovrà aspettare gli anni ottanta per ritrovare un altro atleta di livello mondiale in entrambe le discipline: Mike Conley.
| Pos.    | Atleta              | Età | Nazione     | Misura | Salti di finale | Salti di finale | Salti di finale | Salti di finale | Salti di finale | Salti di finale |
| Pos.    | Atleta              | Età | Nazione     | Misura | 1°              | 2°              | 3°              | 4°              | 5°              | 6°              |
| ------- | ------------------- | --- | ----------- | ------ | --------------- | --------------- | --------------- | --------------- | --------------- | --------------- |
| Oro     | Naoto Tajima        | 23  | Giappone    | 16,00  | 15,76           | n               | 15,44           | 16,00           | 15,65           | n               |
| Argento | Masao Harada        | 23  | Giappone    | 15,66  | 15,39           | 15,45           | 15,42           | 15,50           | 15,27           | 15,66           |
| Bronzo  | Jack Metcalfe       | 24  | Australia   | 15,50  | 15,50           | n               | 14,67           | 14,83           | n               | 15,20           |
| 4       | Heinz Wöllner       | 23  | Germania    | 15,27  | 15,27           | n               | n               | 14,53           | n               | 14,23           |
| 5       | Rolland Romero      | 21  | Stati Uniti | 15,08  | 14,68           | n               | 14,90           | n               | 15,08           | 15,04           |
| 6       | Kenkichi Ōshima     | 27  | Giappone    | 15,07  | 15,07           | n               | n               | n               | n               | n               |
| 7       | Erich Joch          | 23  | Germania    | 14,88  | 14,88           | 14,54           | 14,88           |                 |                 |                 |
| 8       | Dudley Wilkins      | 21  | Stati Uniti | 14,83  | 14,83           | n               | 14,83           |                 |                 |                 |
| 9       | Olavi Suomela       | 23  | Finlandia   | 14,72  | 13,98           | 14,72           | 14,53           |                 |                 |                 |
| 10      | Carl Ludwig Long    | 23  | Germania    | 14,62  | 14,31           | 14,62           | n               |                 |                 |                 |
| 11      | Edward Luckhaus     | 25  | Polonia     | 14,61  | 14,61           | 14,13           | 13,88           |                 |                 |                 |
| 12      | Lajos Somló         | 23  | Ungheria    | 14,60  | n               | 14,12           | 14,60           |                 |                 |                 |
| 13      | Onni Rajasaari      | 26  | Finlandia   | 14,59  | 14,16           | n               | 14,59           |                 |                 |                 |
| 14      | Eugen Haugland      | 24  | Norvegia    | 14,56  | n               | 14,56           | 14,43           |                 |                 |                 |
| 15      | Marten Klasema      | 24  | Paesi Bassi | 14,55  | n               | 14,43           | 14,55           |                 |                 |                 |
| 16      | Basil Dickinson     | 21  | Australia   | 14,48  | 14,48           | 14,18           | n               |                 |                 |                 |
| 17      | William Brown       | 17  | Stati Uniti | 14,36  | 14,20           | 14,08           | 14,36           |                 |                 |                 |
| 18      | Bo Ljungberg        | 24  | Svezia      | 14,35  | 14,35           | 13,62           | 14,28           |                 |                 |                 |
| 19      | Lennart Andersson   | 22  | Svezia      | 14,26  | n               | 14,26           | n               |                 |                 |                 |
| 20      | Sam Richardson      | 18  | Canada      | 14,21  | 14,21           | n               | n               |                 |                 |                 |
| 21      | Jovan Mikić         | 22  | Jugoslavia  | 13,90  | 13,71           | 13,45           | 13,90           |                 |                 |                 |
| 22      | Sigurður Sigurðsson | 22  | Islanda     | 13,58  | 13,55           | 13,58           | 13,14           |                 |                 |                 |
| 23      | Karl Kotratschek    | 21  | Austria     | 13,15  | 12,87           | 13,14           | 13,15           |                 |                 |                 |